# Hem Thon Vitiny
Hem Thon Vitiny (ហែម ថុនវិទិនី ur. 15 sierpnia 1992, Phnom Penh) – kambodżańska pływaczka, dwukrotna olimpijka.
Dwukrotnie reprezentowała swój kraj na igrzyskach olimpijskich: w 2008 na igrzyskach w Pekinie - startowała w 50 m stylem dowolnym (odpadła w eliminacjach z czasem 31.41 s.) i w 2012 na igrzyskach w Londynie - również w 50 m stylem dowolnym (odpadła w eliminacjach z czasem 30.44 s.).
Jej wujem jest Hem Thon Ponleu - również będący kambodżańskim pływakiem i olimpijczykiem.